# Amiserica semipunctata
Amiserica semipunctata är en skalbaggsart som beskrevs av Ahrens 1999. Amiserica semipunctata ingår i släktet Amiserica och familjen Melolonthidae. Inga underarter finns listade i Catalogue of Life.